# Alexia Muiños
Alexia Muiños Ruiz (La Coruña, 1973) es una directora, productora, guionista y actriz de cine española. En 2010 ganó el premio del público en el 17º Festival Internacional Sguardi Altrove de Milán por su largometraje Noche Transfigurada.

## Biografía
Muiños nació en La Coruña y se licenció en Ciencias Químicas en la especialidad de Medio Ambiente. Su pasión por el cine la lleva a cambiar su orientación profesional y graduarse como directora y guionista en Barcelona, con profesores como Luis Aller, Jose Luis Guerín y Michel Gaztambide y gracias a una beca, completó su formación de Estudios Cinematográficos en Nueva York. Compagina su trabajo de directora de cine con la docencia, la crítica cinematográfica y con su trabajo como directora ejecutiva de European Women's Audiovisual Network (EWA).
Fundó la productora Marineda Films en 2015. Es activista ante la desigualdad de género en la industria del cine, siendo miembro de la Asociación de Mujeres Cineastas y de Medios Audiovisuales (CIMA), de Dones Visuals y EWA Network, asociación a la cual ha representado como Directora Ejecutiva en varios festivales internacionales para apoyar la visibilidad de las cineastas en busca de la igualdad en la industria.

## Filmografía
Ha producido y dirigido numerosos cortometrajes, siendo su primer largometraje Noche transfigurada (2010) producido por SF Producciones y Grup Cinema Art en Barcelona. Como autora y directora es una de las primeras mujeres cineastas españolas en rodar en cine 3D. Para As troitas cantan ao mencer (Las Truchas Cantan el Amanecer) recibe la ayuda de la productora Abano Produccións y de la Agencia Gallega de las Industrias Culturales Agadic. Algunos de sus cortometrajes son Asuntos domésticos (2015), Interruptus (2010), Mi yo perdido (2008), Poetry Cannot Be Translated (2008), Ilusión (de una noche) (2007), Domingo por la mañana (2006), Medianoche (2005) o EnREDO (2005). Como actriz ha participado en varias producciones como Hotel (2011), Noche transfigurada (2010), Mímesis (2008), Poetry Cannot Be Translated (2008), Sex Sells (2006) y El barco (2004).

## Premios
El largometraje Noche Transfigurada consiguió el premio del Público en el 17º Festival Internacional Sguardi Altrove, de Milán. Además fue seleccionado en el 50° Festival Internacional de Cine de Cartagena de Indias en Colombia, 6° Festival de Cine de Rengo en Chile, 6° Festival Internacional de Cine KIN  y en los Premis Tirant Avant (también conocidos como Festival Internacional de l'Audiovisual Valencià) en Valencia.
Domingo por la mañana consiguió el primer premio de la modalidad de ficción en VI Videominuto Zaragoza y fue seleccionado en el V Festival de Cine Independiente de Roma y en el XVIII Festival de Cine de Gerona.
El cortometraje EnREDO fue premiado en Viveiro en 2005 y en el XVII Festival de Cine de Gerona. Asuntos domésticos (Marineda Films, 2015) tuvo 50 selecciones internacionales. Ilusión (2008), fue seleccionado en Puerto Rico, en el Hayden Film NYC de Nueva York, en el 19º Girona Film Festival, en la Semana internacional de Cine de Ourense, en la Semana de Cine de Autor de Lugo y en Cineuropa de Santiago de Compostela. Y Medianoche (2006) fue seleccionado en el Bradford Film Festival.